# Ґоля (Кемпінський повіт)
Ґоля (пол. Gola) — село в Польщі, у гміні Бралін Кемпінського повіту Великопольського воєводства.
Населення — 226 осіб (2011).
У 1975-1998 роках село належало до Каліського воєводства.

## Демографія
Демографічна структура станом на 31 березня 2011 року:
|          | Загалом | Допрацездатний вік | Працездатний вік | Постпрацездатний вік |
| -------- | ------- | ------------------ | ---------------- | -------------------- |
| Чоловіки | 108     | 29                 | 67               | 12                   |
| Жінки    | 118     | 25                 | 65               | 28                   |
| Разом    | 226     | 54                 | 132              | 40                   |